# Sentmenat
Sentmenat est une commune de la province de Barcelone, en Catalogne, en Espagne, de la comarque du Vallès Occidental.

## Liste des maires
| Période | Période | Identité               | Étiquette | Qualité |
| ------- | ------- | ---------------------- | --------- | ------- |
| 2011    | 2016    | Núria Colome Rodríguez | CDC       |         |

## Jumelage
- Sausset-les-Pins (France) depuis 2006